# سيرخيو سيريو
سيرخيو سيريو (بالإسبانية: Sergio Cirio) مواليد 9 مارس 1985 في برشلونة، هو لاعب كرة قدم إسباني يلعب مع نادي أديلايد يونايتد لكرة القدم كلاعب وسط.

## مرحلة الشباب

### أندية لعب لها
- نادي برشلونة

## المسيرة الاحترافية

### أندية لعب لها
- نادي أديلايد يونايتد لكرة القدم

## روابط خارجية
- سيرخيو سيريو على موقع قاعدة بيانات كرة القدم.إي يو (الإنجليزية)
- سيرخيو سيريو على موقع Soccerway.com (الإنجليزية)
- سيرخيو سيريو على موقع عالم كرة القدم.نت (الإنجليزية)
- سيرخيو سيريو على موقع AS.com (الإسبانية)